# Xavier Llorens i Rodríguez
Francesc Xavier Llorens i Rodríguez (Cardedeu, 5 de juny de 1958), més conegut com a Xavi Llorens, és un entrenador català i actualment és el seleccionador de la selecció Femenina de Catalunya.
Va ser l'entrenador que més anys va dirigir el Futbol Club Barcelona Femení amb 11 anys a la banqueta del club, i representa l'època de consagració de l'equip. També és el que més títols ha aconseguit, amb 9 campionats oficials, en les quals es consideren 4 Lligues d'Espanya, 4 Copes de la Reina i 1 campionat de Segona Divisió espanyola.

## Trajectòria
Va començar dirigint les petites promeses al futbol base del Futbol Club Barcelona, on va arribar a dirigir diversos jugadors que ara pertanyen a grans clubs a nivell internacional. Un d'ells va ser Lionel Messi, a qui va conèixer acabat d'arribar a La Masia sent Llorens el seu primer entrenador, va destacar el seu gran potencial i que seria una gran jugador en el futur, assenyalant-lo com "El petit Maradona".

### FC Barcelona Femení

#### Inicis
Arriba al Futbol Club Barcelona Femení al juny de 2006 en substitució de Natalia Astrain; llavors el club militava a la Superlliga, però havia estat sotmès a una profunda remodelació en la qual s'eliminaren quatre dels vuit equips del futbol femení, quedant-se amb tres del futbol base més el primer equip, que havia acabat la temporada en vuitè lloc.
La seva primera temporada al capdavant de les blaugranes va ser un complet desastre, acabant últims a la Superlliga, cosa que els va portar al descens. Aquest va significar un dels pitjors moments en la història del club, arribant fins i tot a l'opció de desaparèixer de l'equip, no obstant això aviat comencen els canvis a la Primera Nacional, millorant els resultats i aconseguint tornar com a campiones a la Superlliga. Després d'això comencen a lluitar per millors llocs, sense haver de tornar a preocupar-se pels llocs de descens, cosa que demostrava el radical efecte que Llorens havia generat.

#### Temporada 2009-10
La temporada no podia haver començat millor, pel fet que el club començava a fer-se notar principalment a nivell català, cosa que les portà a guanyar durant la pretemporada de 2009 la seva primera Copa Catalunya enfront del difícil RCD Espanyol, el torneig es va haver de definir pels penals després d'un empat 3-3. Deixant enrere els disgustos i males ratxes, van arribar a classificar-se a la Copa de la Reina on foren eliminades a semifinals.

#### Temporada 2010-11
Durant la pretemporada d'agost, aconsegueixen com l'any anterior la Copa Catalunya davant de l'UE L'Estartit en un partit dominat pel Barcelona amb resultat 3-0. Finalment el que Llorens havia esperat amb ànsies era veure reflectit l'esforç en títols i el que finalment arribaria a aconseguir, després de quedar quart al grup A durant la primera fase, es classifiquen a la Copa de la Reina on vencen la Reial Societat, per després enfrontar-se a la final contra el RCD Espanyol en un partit estret on les blaugranes van convertir el gol al minut 117', donant-los així el seu segon títol de copa.

#### Temporada 2011-12
Llorens segueix amb el bon exercici mostrat els anys anteriors, a la Copa Catalunya venç per 1-0 el RCD Espanyol, aconseguint el tercer títol català. Després de molt de temps amb el mateix sistema, la Reial Federació Espanyola de Futbol fa modificacions al campionat, sent ara un torneig tots contra tots en comptes de les fases de grups dels anys passats, aconsegueixen consagrar-se campions de Lliga, el primer campionat de les blaugranes des de la fundació del club, el qual no es va poder aconseguir fins a l'últim partit amb només 3 punts de distància del segon, l'Athletic Club portant el club a consolidar-se com un dels equips més forts de la categoria arribant a aconseguir 119 gols, perdent només 1 encontre i empatant-ne 2. Encara que aquesta vegada no aconsegueixen aconseguir la Copa de la Reina, caient en semifinals.

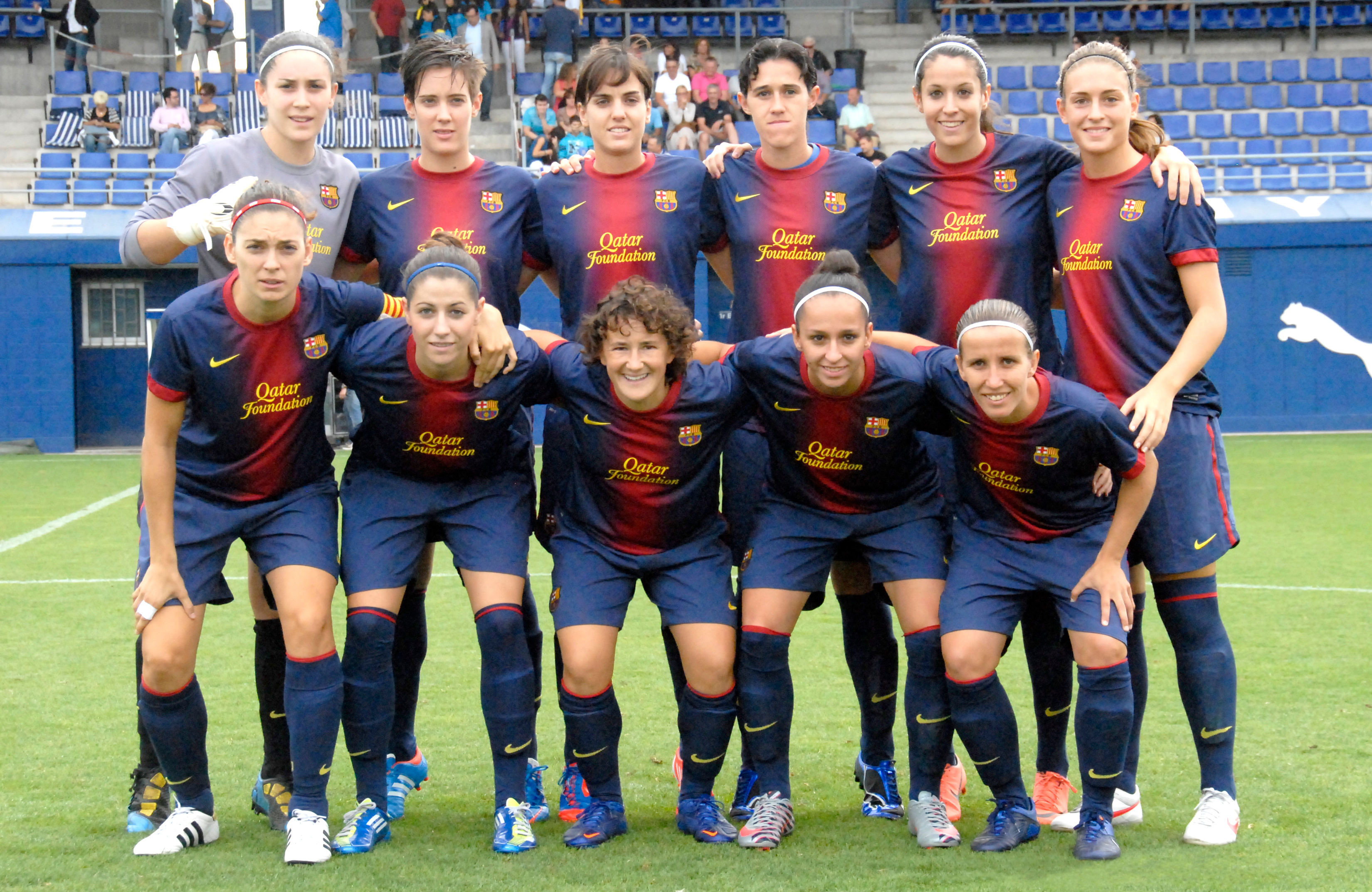
Les jugadores de Xavi Llorens al Derbi barceloní davant del RCD Espanyol durant la temporada 2012-13.

#### Temporada 2012-13
Per quart any consecutiu guanyen la Copa Catalunya, novament contra el RCD Espanyol una altra vegada amb un resultat molt complex, després de l'empat 1-1 van als penals on les de Llorens guanyen 8-7. Després d'això Xavi confirma l'alt nivell competitiu que instaura a l'equip, però comença amb un inici una mica irregular deixant-les per un temps fora de les favorites per aconseguir el trofeu, a més se'ls suma una gran pèrdua amb la mort de l'exjugadora de l'equip Ana Soler, després d'això queda el major desafiament imposat en la seva carrera en jugar a la Lliga de Campions, això acaba ràpidament en ser eliminats a la primera ronda per l'Arsenal FC en golejades per part de les angleses amb un resultat global de 7-0, però deixant tot el dolent enrere, acaben remuntant durant la resta del campionat de lliga, arribant a l'últim partit en disputa, la qual justament seria davant del segon qui es trobava a només 2 punts de distància, qui novament era l'Athletic Club, el tan esperat partit es va realitzar a l'estadi de San Mamés davant de més de 25.000 persones les quals van veure la coronació del FC Barcelona per segon any consecutiu després de batre les basques per 1-2. Després a la Copa de la Reina segueixen mostrant la seva superioritat derrotant fàcilment tots els seus contrincants i a la final guanyar per 4-0 el CD Transportes Alcaine, aconseguint així un triplet estatal amb la Copa Catalunya, La Lliga i la Copa de la Reina, aconseguint la millor temporada de la història.

### Després del Barça
El 8 de juliol de 2020 és presentat de forma oficial com a nou entrenador de la Selecció Femenina Absoluta de Catalunya, sent la primera vegada a càrrec d'una selecció per part seva.
Amb l'arribada de Joan Laporta a la presidència del Barça, convida Xavi que es reintegrarà a l'àrea del futbol femení culer, per treballar com a directiu i scout. La consagració a nivell internacional de l'equip femení blaugrana arribaria al maig del 2021, quan el Barça es va alçar amb la Lliga de Campions de la UEFA per primera vegada a la seva història. Aquell dia les jugadores van recordar Llorens, que formava part de la comitiva de l'àrea femenina del club que acompanyava l'equip, havia pronosticat el títol barcelonista, reconeixent-lo com a part fonamental del procés per arribar a ser campiones.